# 具体美術協会
具体美術協会（ぐたいびじゅつきょうかい、具体美術、具体、GUTAIとも）は、戦前から活躍していた前衛画家・吉原治良を中心に1954年に兵庫県芦屋市で結成された団体。

## 概要
1954年8月頃、吉原治良のもとに糾合した関西の若手の前衛作家たちによって、具体美術協会は結成された。結成時のメンバーは機関紙の『具体』創刊号に作品が掲載された17人とすることが多い。吉原を筆頭に、嶋本昭三、山崎つる子、正延正俊、吉原通雄、上前智祐、吉田稔郎、東貞美、船井裕、辻村茂、吉原英雄、山田民子、岡田博、関根美夫、伊勢谷ケイ、岡本一、藤川東一郎である。「具体」という名の提案者は嶋本だった。翌年の1955年、新制作協会展に出展し、「0会」と呼ばれるグループを結成していた白髪一雄、村上三郎、金山明、田中敦子らが合流。同年、元永定正が参加。こうした経緯から、同協会は戦後の美術運動(アート・ムーブメント)としてはむしろ例外的に師弟関係を軸としていた。
近代絵画を継承するのではなく、断絶した表現を挑発する「人の真似をするな。今までにないものをつくれ」という吉原の指導のもと、若い作家たちは炎天下の芦屋公園の松林を舞台とした野外展「真夏の太陽にいどむ野外モダンアート実験展」やデパートの屋上での国際アドバルーン展など、斬新な作品の発表をつづけざまに行う。そして機関紙「具体」の発行、東京（小原会館での具体展(第一回)）および関西での「具体展」、梅田のサンケイホールなど舞台での発表などの活動をめざましく展開していった。やがて具体はフランスの批評家ミシェル・タピエによって「アンフォルメルの日本における一例」として広く海外へ紹介され、高く評価されるようになった。（その一方、抽象絵画の団体として紹介されてしまったことで以後の活動は平面作品が中心となり、初期の立体作品や舞台を使ったパフォーマンスなどは行われなくなる。）
1958年、大阪市で「舞台を使用する具体美術展」を開催。田中敦子が電気服を発表。一躍話題となった。
1960年代になるとヨシダミノル、今中クミ子、向井修二、松谷武判、前川強、堀尾貞治、森内敬子ら新しい世代が登場し、松田豐、聽濤襄治らによる光や動きを取り入れたライトアートやキネティックアートの導入など、それまでとは違った方向性を見せることになる。
1962年、本拠地「グタイピナコテカ」が大阪市北区中之島3丁目（旧・宗是町33）に開設される。「ピナコテカ」とは「絵画館」や「画廊」を意味する言葉で、フランス人美術批評家のミシェル・タピエが命名したもの。ここで会員たちの絵画の個展が行われた。またジャスパー・ジョーンズ、サム・フランシス、ジョルジュ・マチウ、ロバート・ラウシェンバーグ、イサム・ノグチ、ポール・ジェンキンス、ジョン・ケージ、ペギー・グッゲンハイムなどが訪問した。
1970年3月14日、大阪万博が開幕。具体美術協会は「万国博美術展」への出品、みどり館エントランスホールにおける「グタイグループ展示」などを行う。開幕直後の4月、グタイピナコテカは阪神高速道路出入口建設のため閉館し、取り壊された。
同年8月31日から9月2日まで、万博会場「お祭り広場」において「具体美術まつり」を開き、大規模な舞台を光やパフォーマンスによって行った。
1971年10月、中之島3丁目（旧・宗是町1）の大ビル西別館に、「グタイミニピナコテカ」が開設される。
1972年2月10日、吉原治良死去。同年3月31日、具体美術協会解散。

### 解散後

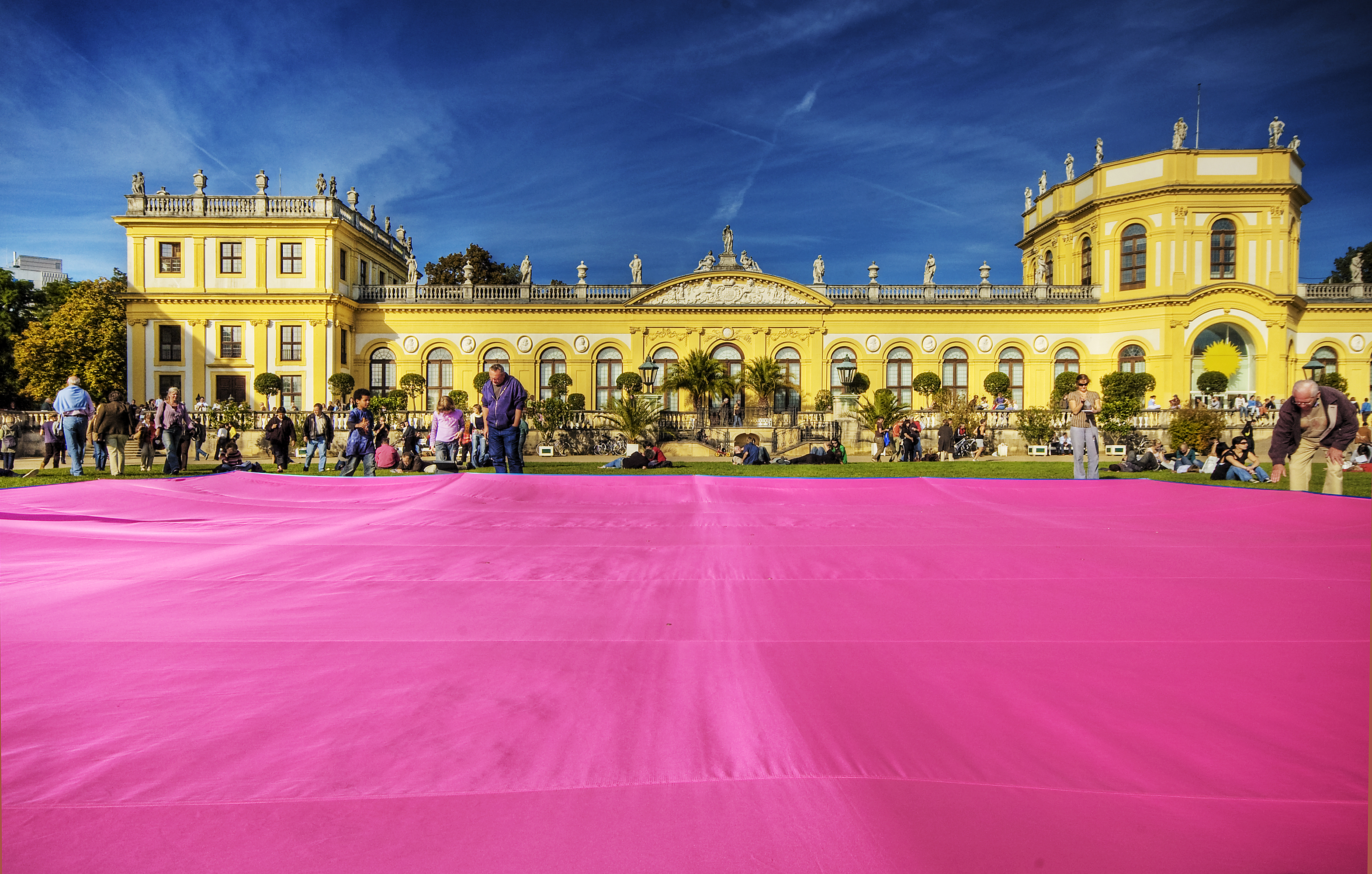
2007年の第12回ドクメンタで展示された 田中敦子の作品（1955年発表、2007年再制作）

その初期の実験性は近年、パフォーマンスアートやハプニング、インスタレーションなど現代美術のさまざまな分野の先駆者として認められている。1990年代以降、日本の戦後美術に関する展覧会への各作家の参加や、ヴェネツィア・ビエンナーレでの回顧展（野外展の再現）ほか、あいついで国内外で展覧されている。
2004年1月24日から3月14日まで、「『具体』回顧展」が兵庫県立美術館で開催された。
2012年7月4日から9月10日まで、回顧展「『具体』－ニッポンの前衛 18年の軌跡」が国立新美術館で開催された。
2013年、回顧展「具体：素晴らしい遊び場 Gutai: Splendid Playground」がニューヨークのグッゲンハイム美術館で開催された。
2022年10月22日から翌年1月9日まで、本拠地開設60周年・協会解散50周年記念の回顧展「すべては未知の世界へ－GUTAI 分化と統合」が国立国際美術館と大阪中之島美術館の2館共同で開催（予定）。
現在も具体美術の作品は、Axel Vervoordt Gallery (ベルギー、香港) 、Fergus McCaffrey（ニューヨーク、東京）、ホワイトストーンギャラリー（東京、軽井沢、香港、台湾）、鳩ノ森美術（東京）といったギャラリーを中心に世界中で発表され続けている。

## 具体美術協会に参加したアーティスト
- 東貞美
- 伊勢谷圭
- 今井祝雄
- 今中クミ子
- 上田民子
- 上前智祐
- 浮田要三
- 大野糸子
- 大原紀美子
- 岡田博
- 岡本一
- 小野田實
- 金山明
- 河村貞之
- 菅野聖子
- 聴涛襄治
- 喜谷繁暉
- 木梨アイネ
- 木下淑子
- 坂本昌也
- 酒光昇
- 柴田健
- 嶋本昭三
- 白髪一雄
- 白髪富士子
- 鷲見康夫
- 関根美夫
- 田井智
- 高崎元尚
- 田中敦子
- 田中竜児
- 辻村茂
- 坪内晃幸
- 中橋孝一
- 名坂千吉郎
- 名坂有子
- 鍋倉武弘
- 猶原通正
- 橋上よし子
- 藤川東一郎
- 船井裕
- 堀尾昭子
- 堀尾貞治
- 前川強
- 正延正俊
- 松田豊
- 松谷武判
- 水口強一
- 向井修二
- 村上三郎
- 元永定正
- 森内敬子
- 山崎つる子
- 吉田稔郎
- ヨシダミノル
- 吉原治良
- 吉原英雄
- 吉原通雄
- 渡辺宏